# Teofil Antiohijski
Teofil bio je antiohijski patrijarh, koji je oko od 169. do 183. godine.
Bio je poznat kao plodan autor apologetskih tekstova u kojima promiče kršćanstvo. Od njih je u potpunosti očuvan jedino „Apologija Autoliku” („Apologia ad Autolycum”) u kome svog poganskog prijatelja nastoji preobratiti na kršćanstvo. Tekst je zanimljiv jer se u njemu žestoko napada antička, pogotovo grčka filozofija. U tekstu se obilato citira Stari zavjet i navodi povijesna kronologija prema kojoj je svijet nastao 5529. godine pr. Kr.
Teofil je i prvi kršćanski autor koji spominje pojam Trojstva. Spomendan mu je 13. listopada.